# Réal Gagnier

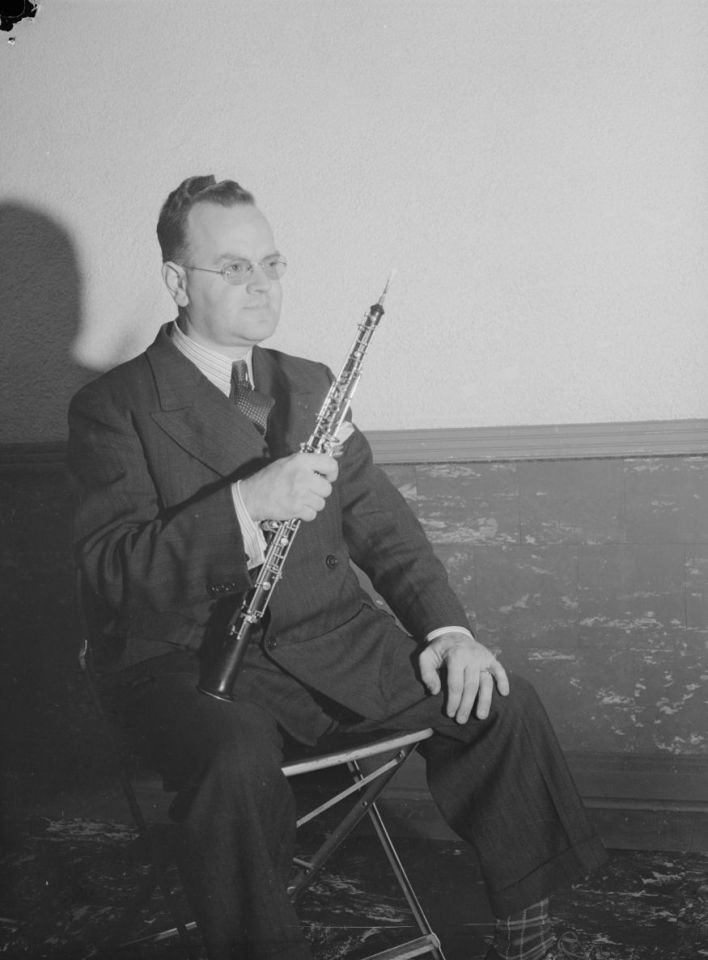
Bild von Réal Gagnier mit seiner Oboe.

Réal Gagnier (* 24. März 1905 in Montreal; † 19. März 1984 ebenda) war ein kanadischer Oboist und Musikpädagoge.

## Leben
Gagnier bekam seine erste Ausbildung von seinem Vater Joseph Gagnier und war dann sechs Jahre lang Schüler seines älteren Bruders Ernest. Er studierte von 1926 bis 1932 bei Alexandre Laurendeau und vervollkommnete seine Ausbildung von 1947 bis 1953 bei Fernand Gillet.
Er war Mitglied verschiedener Orchester Montreals und Erster Oboist der Canadian Grenadier Guards Band, des Montreal Orchestra und des Montreal Symphony Orchestra (1935–1955). Von 1942 bis 1945 war er Mitglied des Gagnier Woodwind Quintet.
Gagnier unterrichtete von 1938 bis 1963 an der McGill University und von 1942 bis 1972 am Conservatoire de musique du Québec. Zu seinen Schülern zählten Armand Ferland, Bernard Jean, Jacques Simard und Louise Pellerin.
| Personendaten    | Personendaten                        |
| ---------------- | ------------------------------------ |
| NAME             | Gagnier, Réal                        |
| KURZBESCHREIBUNG | kanadischer Oboist und Musikpädagoge |
| GEBURTSDATUM     | 24. März 1905                        |
| GEBURTSORT       | Montreal                             |
| STERBEDATUM      | 19. März 1984                        |
| STERBEORT        | Montreal                             |